# Pölle 23a (Quedlinburg)

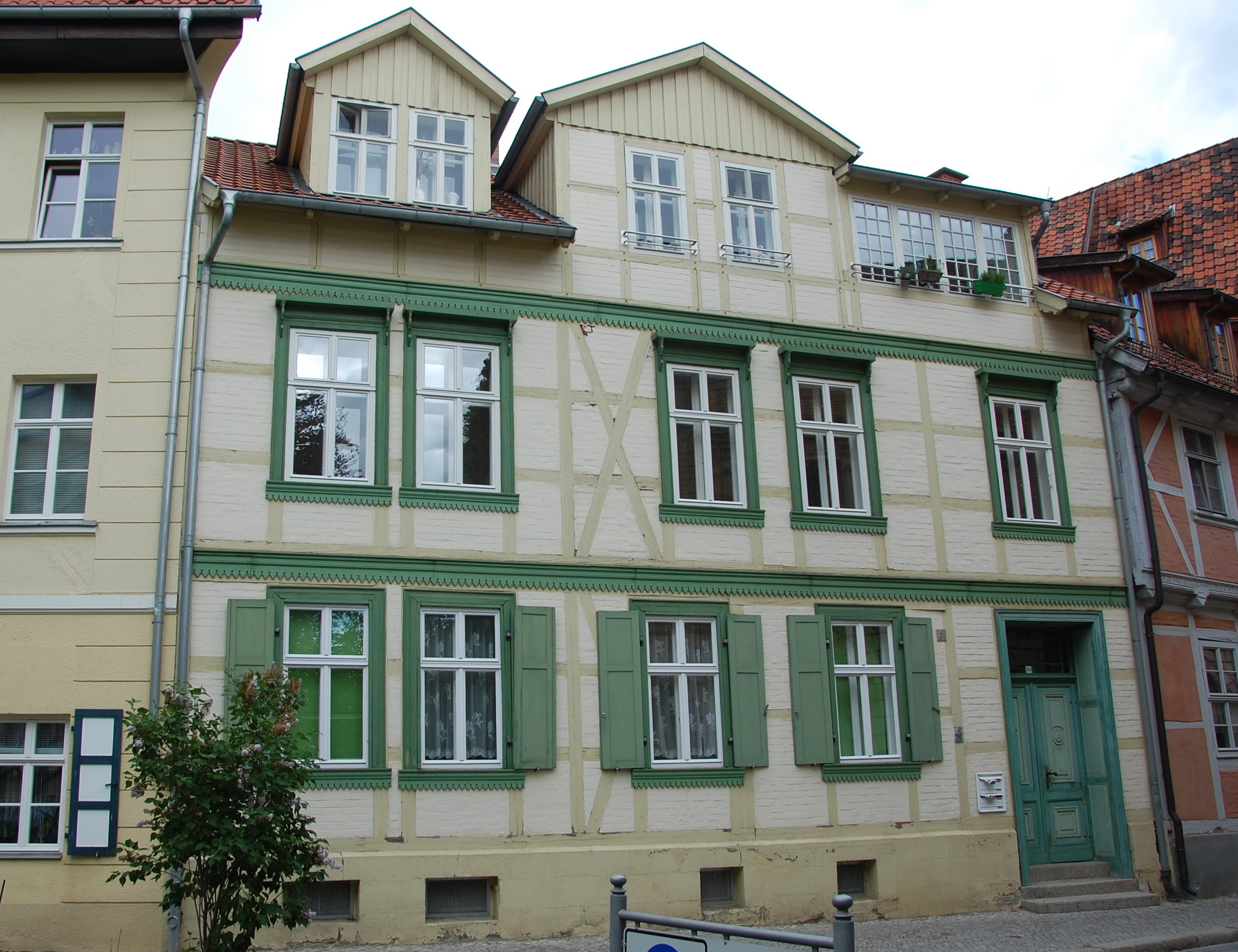
Pölle 23a

Das Haus Pölle 23a  ist ein denkmalgeschütztes Gebäude in der Stadt Quedlinburg in Sachsen-Anhalt. 

## Lage
Es befindet sich östlich des Marktplatzes der Stadt und gehört zum UNESCO-Weltkulturerbe. Im Quedlinburger Denkmalverzeichnis ist es als Wohnhaus eingetragen.

## Architektur und Geschichte
Das zweigeschossige Fachwerkhaus entstand im Stil des Spätklassizismus in der Zeit um 1870. Das Erscheinungsbild des Gebäudes ist weitgehend bauzeitlich. Es verfügt über einen Kniestock. Als Verzierungen finden sich eine komplette Etagenhöhe einnehmende Andreaskreuze. Die Gefache sind mit Ziegelsteinen vermauert.
Im Denkmalverzeichnis von 1998 wurde das Gebäude unter der Adresse Pölle 23 geführt, heute wird die Adressierung Pölle 23a genutzt.